# Danny Tenaglia
Daniel Tenaglia (New York, 7 marzo 1961) è un disc jockey e produttore discografico statunitense.
È uno di pionieri della scena house statunitense con contaminazioni progressive, techno e tribal.
È famoso per le sue lunghe "marathon set" che arrivano a durare anche fino a 16 ore.
Il 17 aprile 2012, Danny ha annunciato attraverso la sua pagina Facebook, il suo addio alla musica meditando un lungo stop a tempo indeterminato. Nel 2013 lo stesso Tenaglia ha chiarito, scusandosi con il proprio pubblico per essere stato troppo impulsivo nella comunicazione, che non si trattava di un ritiro, bensì di una pausa di riflessione.

## Discografia

### Album
- 1994 - Mix this Pussy
- 1995 - Hard & Soul
- 1995 - Can Your Pussy Do The Dog?
- 1996 - Gag me with a Tune
- 1998 - Tourism
- 1999 - Back to Mine - Volume 3
- 2000 - Global Underground: Athens
- 2000 - Global Underground: London
- 2002 - Back to Basics
- 2002 - Choice - A Collection Of Classics
- 2008 - Futurism

### Singoli ed EP
- $ (That's What I Want)
- B (DATAR w/ Chris Bourne & Andy Holt)
- Baby Do You Feel Me (con Teena Marie)
- Bottom Heavy
- Elements
- Glammer Girl (The Look)
- Goosebumps (NYLX w/ Underground Sound of Lisbon)
- USL
- Harmonica Track (Soulboy)
- Loft In Paradise (MAW)
- Look Ahead
- Love or Lust (Soulboy)
- March (The Look)
- Music Is The Answer
- Ohno
- Turn Me On
- Up In The House (NYDC con Deep Dish)
- WOW! (Hambone)
- Dibiza
- The Space Dance

### Remix
- A Guy Called Gerald VooDoo Ray (DMC)
- Anything Box The Beat of Life
- Akiko Crazy About You
- Arthur Baker Let There Be Love
- Balo Only You
- Bardeau Shangri-La
- Beats International Change Your Mind
- Bette Midler I'm Beautiful
- Blind Truth Love Is The Key
- Blondie Nothing Is Real But The Girl
- Byron Stingley Stick Together
- Byron Stingley Why Can't You Be Real
- Cause & Effect Nothing Comes To Mind
- Cause & Effect Another Minute
- Celeda Be Yourself
- Cerrone Supernature
- Cher All or Nothing
- Clockwork Shout It Out
- Club 69 Warm Leatherette
- Club 69 Drama
- Code 718 Equinox
- D-Note Lost & Found
- Dajae U Got Me Up
- The Daou Surrender Yourself
- The Daou Give Myself to You
- Daphne Change
- Daphne When You Love Someone
- Dead or Alive Baby Don't Say Goodbye
- Deep Dish Stranded
- Deep Dish presents Quench High Frequency
- Deepstate Everybody Get Down
- Depeche Mode I feel loved
- Double Dee Found Love
- Dread Flinstone From The Ghetto
- E-N The Horn Ride
- East 17 Hold My Body Tight
- Ed Lover/Doctor Dre Back Up Off Me
- Escape Club Call It Poison
- Faithless Salve Mea
- First Choice Double Cross
- Francois K. Mindspeak
- Frankie Knuckles/Adeva Love Can Change It
- Funky Green Dogs Fired Up
- Funky Green Dogs From Outer Space
- Garbage When I Grow Up
- Giant Steps Satzuki
- Giorgio Moroder Here To Eternity
- Giselle Jackson Love Commandments
- The Good Girls Just Call Me
- Grace It's Not Over
- Grace Jones Feel Up
- Green Velvet Flash
- Hammer Gaining Momentum
- Hansoul Imagination
- Heller & Farley Rising Sun
- Hi-Impact Lookout Weekend
- Isis Hail The World
- Jackie 60 The Jackie Hustle
- Jamie J. Morgan Why?
- Janet Jackson Pleasure Principle
- Jamiroquai Emergency on Planet Earth
- Kim Mazelle Love Me The Right Way
- Kimara Lovelace Only You
- Kinane Heaven
- King Street Crew Things U Do To Me
- King Street Crew Gonna Be Alright
- Kiwi Dreams Y?
- Liberty City Some Lovin'
- Lisa Stansfield Everything Will Get Better
- Loleatta Holloway Hit & Run
- Love Root Funky Emotions
- Madonna Human Nature
- Mavis Staples The Voice
- Me'Shell NdegeOcello Who Is He And What Is He To You
- Michael Jackson Thriller
- Mija Fun At Home
- Moby James Bond 007 Theme
- New Order World (The Price of Love)
- Oletta Adams Never Knew Love
- The Orb Little Fluffy Clouds
- Patricia Kaas Reste Sur Moi
- Patrick O'Hearn Black Delilah
- Pet Shop Boys Before
- Pet Shop Boys The Boy Who Couldn't Keep His Clothes On
- Pet Shop Boys Saturday Night Forever
- Reach 2 Rhythm All or Nothing
- Red Flag Count To Three
- Ride Committee/Roxy Love To Do It
- Right Said Fred Don't Talk Just Kiss
- Right Said Fred Hands Up For Lovers
- Right Said Fred I'm Too Sexy
- Roach Motel Work To Do
- Robert Owens Something U Can't Finish
- Seventh Avenue The Love I Lost
- Shakespear's Sister Break My Heart
- The Shamen MK2A
- Shernette May If You Want Me To
- Soul Verite Chan Me To The Beat
- Spill feat. William Orbit Don't Want to Know
- Susan Clark Deeper
- T-Connection At Midnight
- Third World Every Little Touch
- Underground Sound of Lisbon So Get Up
- Ultra Nate New Kind of Medicine
- Vanessa Daou Sunday Afternoon
- Vanessa Daou Two to Tango
- Visions I'm Coming Home
- Wailing Souls All Over The World
- Wayne G Twisted
- Xaviera Gold/ Ralphi Rosario You Used to Hold Me
- Yoko Ono Walking On Thin Ice